# Artern
Die Kleinstadt Artern (bis 2018 Artern/Unstrut) ist eine Landgemeinde im thüringischen Kyffhäuserkreis. Die an der Unstrut gelegene Stadt befindet sich im äußersten Nordosten des Landes an der Grenze zu Sachsen-Anhalt.

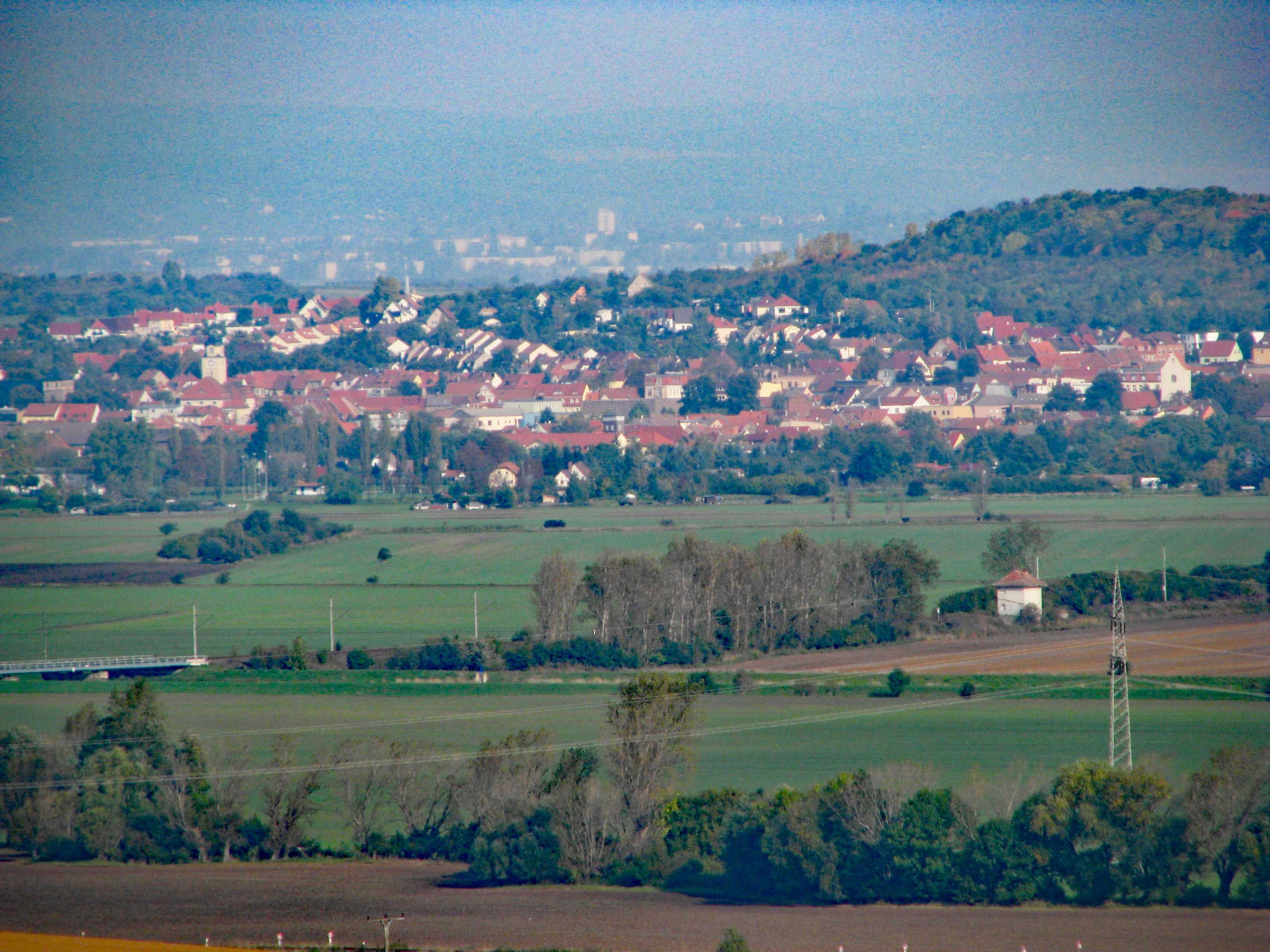
Blick von der Hohen Schrecke auf Artern (2010)

## Geographie
Artern liegt an einem Bogen der Unstrut, die die Stadt von Südwesten nach Südosten durchfließt. Unterhalb von Artern mündet die Helme in die Unstrut ein. Bedingt durch die Lage an diesen Flüssen ist das Gebiet um Artern sehr flach und fruchtbar. Umgeben ist das Becken zwischen Goldener und Diamantener Aue von Gebirgen, nämlich dem Harz im Norden, dem Kyffhäuser im Westen, Hoher Schrecke im Süden und einem weiteren Höhenzug im Osten. An diesen regnen die meisten Wolken sich ab, bevor sie Artern erreichen.
Artern ist deshalb eine der trockensten und wärmsten Gegenden in Thüringen. Der Jahresniederschlag liegt bei nur 457 mm; die Durchschnittstemperatur bei 8,5 °C. Mit 30 mm Sommer-Niederschlag war Artern 2018 die dritt-trockenste Wetterstation des Deutschen Wetterdienstes in Deutschland.
2018 fielen in Artern nur 273 Millimeter Niederschlag, kaum mehr als in der mongolischen Steppenstadt Ulan-Bator. Während der Hitzewelle in Deutschland 2019 war es ähnlich.
Die von Johann Gottfried Borlach um 1733 gegründete Saline Artern wurde im 20. Jahrhundert geschlossen. Die Solequelle (Salzgehalt 2,25 %) speist bis heute das Soleschwimmbad und den Solgraben. Der Solgraben ist ein kleines Naturschutzgebiet, in dem sich eine Flora angesiedelt hat, die einer Küstenflora ähnelt.

### Stadtgliederung
Die Altstadt von Artern liegt auf der Nordseite der Unstrut. Sie besteht aus zwei Siedlungskernen: der Stadt Artern im Westen und dem Dorf Artern im Osten. Sie wurden erst 1832 vereinigt. Seit dem 19. Jahrhundert wuchs die Stadt vor allem nach Osten zum Bahnhof, wo das Hauptindustriegebiet entstand. Später dehnte sie sich nach Norden entlang der Straße nach Sangerhausen aus, wo um den Westbahnhof ein zweites Industriegebiet entstand.
Artern gliedert sich in die Ortsteile Artern (mit Kachstedt), Heygendorf (mit Schaafsdorf), Schönfeld und Voigtstedt.

### Klimatabelle
|                       | Jan  | Feb  | Mär  | Apr  | Mai  | Jun  | Jul  | Aug  | Sep  | Okt  | Nov  | Dez  |   |       |
| Mittl. Tagesmax. (°C) | 1,8  | 3,3  | 7,9  | 13,0 | 18,2 | 21,4 | 23,2 | 23,1 | 19,3 | 13,7 | 6,9  | 2,9  | ⌀ | 12,9  |
| Mittl. Tagesmin. (°C) | −3,1 | −2,6 | 0,3  | 3,5  | 7,8  | 11,1 | 12,6 | 12,3 | 9,6  | 5,7  | 1,6  | −1,5 | ⌀ | 4,8   |
|                       |      |      |      |      |      |      |      |      |      |      |      |      |   |       |
| Niederschlag (mm)     | 26,7 | 23,8 | 29,0 | 36,5 | 48,4 | 56,6 | 48,4 | 51,9 | 38,5 | 29,9 | 32,3 | 33,3 | Σ | 455,3 |
|                       |      |      |      |      |      |      |      |      |      |      |      |      |   |       |
| Sonnenstunden (h/d)   | 1,3  | 2,1  | 3,5  | 4,8  | 6,3  | 6,3  | 6,5  | 6,2  | 4,5  | 3,1  | 1,5  | 1,0  | ⌀ | 3,9   |
|                       |      |      |      |      |      |      |      |      |      |      |      |      |   |       |
| Regentage (d)         | 8    | 6    | 7    | 8    | 9    | 9    | 8    | 8    | 8    | 6    | 7    | 8    | Σ | 92    |
|                       |      |      |      |      |      |      |      |      |      |      |      |      |   |       |
| Luftfeuchtigkeit (%)  | 85   | 84   | 78   | 72   | 71   | 72   | 71   | 72   | 77   | 82   | 85   | 86   | ⌀ | 77,9  |

| −3,1 |

| −2,6 |

| 0,3 |

| 3,5 |

| 7,8 |

| 11,1 |

| 12,6 |

| 12,3 |

| 9,6 |

| 5,7 |

| 1,6 |

| −1,5 |

| −3,1 |

| −2,6 |

| 0,3 |

| 3,5 |

| 7,8 |

| 11,1 |

| 12,6 |

| 12,3 |

| 9,6 |

| 5,7 |

| 1,6 |

| −1,5 |

## Geschichte
Zu Beginn des 9. Jahrhunderts wurde Artern in einem Verzeichnis der Güter des vom Erzbischof Lullus († 786) von Mainz erbauten Klosters Hersfeld als „Aratora“ urkundlich erwähnt. Die Wasserburg Artern wurde wohl schon ab dem 10. Jahrhundert erbaut. Sie diente der Sicherung des Unstrutübergangs zur Thüringer Pforte und in Richtung Schmücke und Sangerhausen. 1252 wurde ein „Ulrich von Artern“ genannt, der sicher mit der Wasserburg verbunden war. 1346 wurden die Erzbischöfe von Magdeburg Lehnsherren. Im 16. Jahrhundert baute man die Burg als Schloss um. Dieser Bau wurde im 18. Jahrhundert größtenteils abgerissen. Jetzt steht dort ein Bankgebäude.

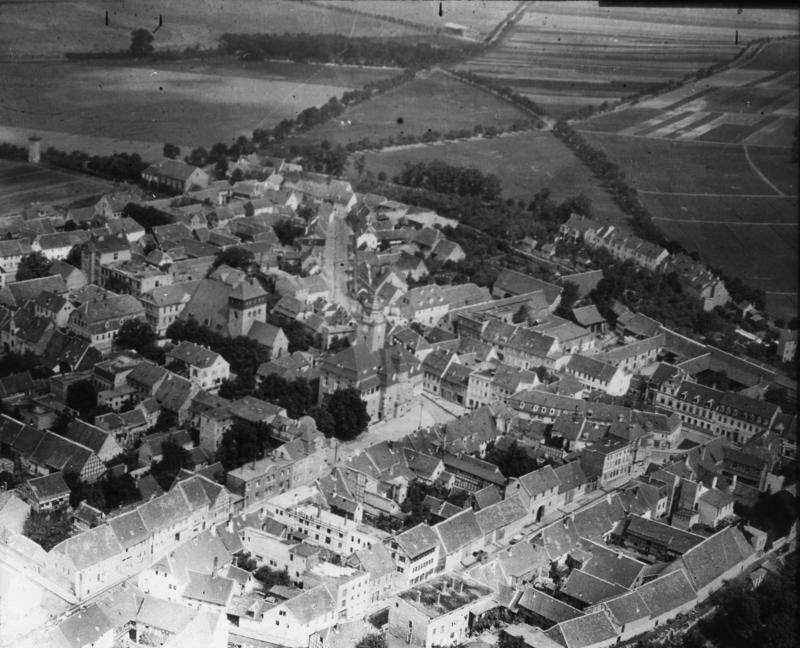
Luftbild von Artern, vor 1925

Die Marienkirche wurde 1200 gebaut, die Veitskirche folgte 1250. Die Arterner Burgsiedlung erhielt 1323 das Stadtrecht. Artern erhielt 1463 eine eigene Gerichtsbarkeit. Die Stadt Artern gehörte nach einem Gebietstausch im Jahre 1579 zum Kurfürstentum Sachsen. Die Stadt wurde 1683 vollständig, das Dorf teilweise durch ein Feuer zerstört. Vom Bergingenieur Johann Gottfried Borlach wurde von 1728 bis 1733 eine neue, technisch verbesserte Saline errichtet. Georg Friedrich Philipp von Hardenberg, der sich als Dichter Novalis nannte, war Inspektor der Saline in Artern und hat bei Besuchen im Jahre 1799 in der Stadt Chroniken gefunden, die er für seinen Roman Heinrich von Ofterdingen als Grundlage nahm. Die Landschaft um Artern spiegelt sich vielfach im Roman. Artern kam 1815 unter preußische Herrschaft und wurde in die Provinz Sachsen eingegliedert. Stadt und Dorf von Artern wurden 1832 vereint. Im Stil des Neobarock wurde das Rathaus 1906 neugebaut und 1993/94 saniert.
Für die Rechtsprechung in Artern bestand von 1849 bis 1879 die Gerichtskommission Artern des Kreisgerichts Sangerhausen. 1879 wurde stattdessen das Amtsgericht Artern geschaffen. In der DDR wurden 1952 die Amtsgerichte aufgehoben und einheitlich Kreisgerichte gebildet. Entsprechend entstand das Kreisgericht Artern im Bezirk des Bezirksgerichtes Halle. Mit dem Thüringer Gerichtsstandortgesetz wurden 1993 die Kreisgerichte aufgehoben und wieder Amtsgerichte geschaffen. Das so geschaffene Amtsgericht Artern wurde am 1. April 2006 aufgehoben.
Zweiter Weltkrieg: 47 Kriegsgefangene aus Polen und Frankreich mussten ab 1939/40 in örtlichen Unternehmen Zwangsarbeit verrichten: auf dem Rittergut Weidlich, auf der Domäne und bei den Unstrutwerken. Über 400 ausländische Zwangsarbeiter waren 1941 in der Maschinenfabrik Kyffhäuserhütte beschäftigt. Hinzu kamen mindestens 1124 ausländische Zwangsarbeitskräfte, vorwiegend aus der Sowjetunion, die in der Zuckerfabrik, in der Brauerei, in der Saline, bei der Reichsbahn, in der Landwirtschaft (auch im Ortsteil Schönfeld) und im Vorwerk Kachstedt Zwangsarbeit leisten mussten. 1944 befand sich in Artern das Lager Rebstock neu des KZ Buchenwald. Im Außenlager Artern mit dem Decknamen A-Dorf des KZ Mittelbau-Dora mussten 1944 hunderte Häftlinge, auch aus anderen Lagern kommend, die Elektrik für V2-Raketen montieren. Im April 1945 wurden hunderte KZ-Häftlinge auf verschiedenen Routen auf einen Todesmarsch geschickt. Die zahlreichen Todesopfer der Zwangsarbeit und der letzten Deportationen wurden auf dem Parkfriedhof beigesetzt, woran ein Gedenkstein erinnerte, der 1975 entfernt wurde.
Um den 12. April 1945 wurde Artern von US-Truppen besetzt, im Juli von der Roten Armee. Damit wurde es Teil der SBZ und somit ab 1949 der DDR.
Von 1952 bis 1994 war Artern Kreisstadt des Kreises Artern im Bezirk Halle, der aus Teilen der verkleinerten Landkreise Sangerhausen, Sondershausen und Querfurt sowie des aufgelösten Landkreises Kölleda gebildet wurde. 1994 wurde der Kreis Artern mit dem Kreis Sondershausen zum Kyffhäuserkreis mit Sitz in Sondershausen vereinigt. Als Ersatz für den Verlust des Kreisstadtstatus erhielt Artern die zentrale Bußgeldstelle Thüringens.
1998 wurde die 1990 in Barbarossa-Brauerei umbenannte ehemalige Vereinsbrauerei Artern endgültig geschlossen. In den Jahren 2002/2003 produzierte die Endemol-Produktion dort für das MDR Fernsehen die Doku-Soap Artern – Stadt der Träume, welche vom 6. Februar bis zum 25. Dezember lief und das Leben der Menschen in der Stadt mit der höchsten Arbeitslosigkeit in Thüringen dokumentierte. Zeitweilig sprach die Presse (Der Spiegel, Der Standard, Wien) von einer ostdeutschen „Truman Show“.

### Eingemeindungen
Schönfeld wurde am 17. November 1995 eingemeindet.
Am 1. Januar 2019 schlossen sich die Stadt Artern/Unstrut und die Gemeinden Heygendorf und Voigtstedt zur neuen Stadt und Landgemeinde Artern zusammen. Zugleich wurde die Verwaltungsgemeinschaft Mittelzentrum Artern, deren Sitz Artern/Unstrut war, aufgelöst und Artern wurde erfüllende Gemeinde für die übrigen Mitgliedsgemeinden Borxleben, Gehofen, Kalbsrieth, Mönchpfiffel-Nikolausrieth und Reinsdorf.

### Einwohnerentwicklung
Entwicklung der Einwohnerzahl (1960 und ab 1989 jeweils zum 31. Dezember):
| - 1612: 0242 Hauswirte - 1831: 2.640 - 1840: 2.923 - 1860: 4.300 - 1880: 4.629 - 1890: 4.790 - 1900: 5.090 - 1933: 5.889 - 1939: 6.366 | - 1960: 7.296 - 1970: 7.095 - 1989: 7.280 - 1994: 7.064 - 1995: 7.269 - 1996: 7.157 - 1997: 7.069 - 1998: 7.067 | - 2000: 6.848 - 2001: 6.732 - 2002: 6.580 - 2003: 6.424 - 2004: 6.344 - 2005: 6.201 - 2006: 6.165 - 2007: 5.970 - 2008: 5.867 - 2009: 5.824 | - 2010: 5.715 - 2011: 5.742 - 2012: 5.707 - 2013: 5.658 - 2014: 5.553 - 2015: 5.590 - 2016: 5.533 - 2017: 5.418 - 2018: 5.415 - 2019: 6.688* | - 2020: 6.597 - 2021: 6.538 - 2022: 6.635 - 2023: 6.551 |

 Datenquelle ab 1994: Thüringer Landesamt für Statistik
* ab 2019 neugebildete Stadt Artern

## Politik

### Stadtrat
Der Stadtrat von Artern wurde bei der Kommunalwahl am 26. Mai 2024 neu gewählt. Das nebenstehend dargestellte Ergebnis führte zu folgender Sitzverteilung:

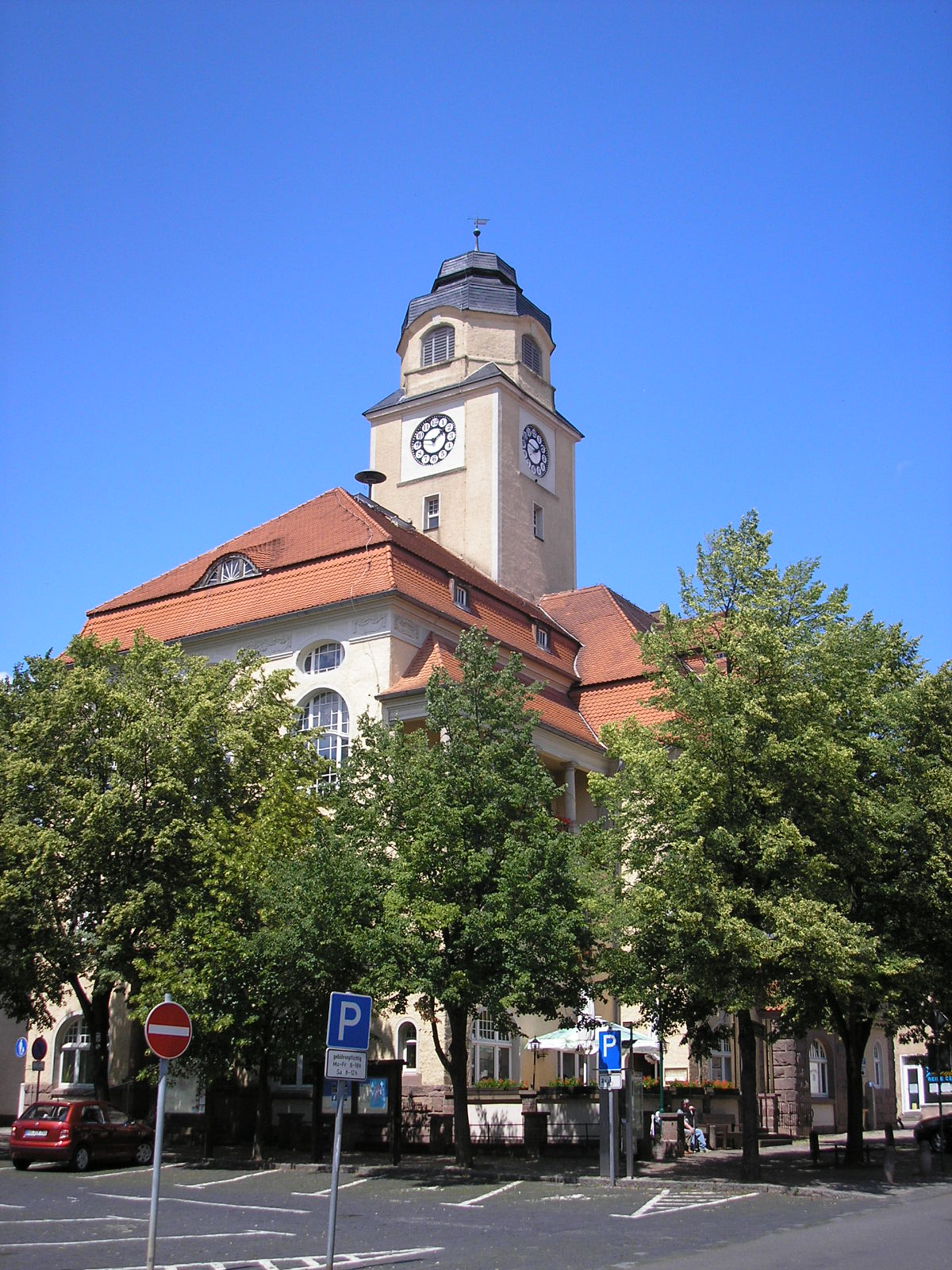
Das Rathaus

| Partei / Liste                    | Sitze | +/− |
| Parteiunabhängige Bürger (PUB)    | 7     | + 4 |
| Die Linke                         | 4     | − 2 |
| CDU                               | 4     | − 1 |
| SPD                               | 2     | ± 0 |
| Frauen und Sport (F/S)            | 2     | ± 0 |
| Die Heimat                        | 1     | ± 0 |
| Sportverein Heygendorf e. V. (SV) | n.k.  | − 1 |

### Bürgermeister
Bei den Bürgermeisterwahlen am 27. April 2025 setzte sich Wolfgang von Eye (Parteiunabhängige Bürger (PUB)) mit 70,9 % gegen den Amtsinhaber Torsten Blümel durch.
Liste der Bürgermeister der Stadt seit dem Jahr 1994:
- 1994–1997 Harald von Riesen (FDP)[13]
- 1997–2015 Wolfgang Kornen (PDS/Die Linke)[14]
- 2015–2019 Christine Zimmer (CDU)[15]
- 2019–2025 Torsten Blümel (Die Linke)[16]
- seit 2025 Wolfgang von Eye (Parteiunabhängige Bürger (PUB))

### Wappen
Blasonierung: „In Blau zwei senkrecht stehende, nach außen gebogene silberne Radfelgenstücke.“
Das Wappen von Artern wurde auf Grund historisch belegter Umstände angenommen. Zugleich wurde damit die bis dahin bestehende Unsicherheit über das zutreffende Stadtwappen und seine Aussagekraft beseitigt. In der angegebenen Gestalt hatte sich das Wappen in einem Quaderkalkstein eingehauen am alten Rathaus befunden, das 1906 durch einen Neubau ersetzt wurde. Im Jahr 1850 war der Stein, bis dahin von Putz bedeckt, freigelegt worden. Es ist das Wappen des Ministerialengeschlechtes von Hake, das in Artern und Umgebung Lehnsbesitz hatte. Der anfänglich geführte Streit darüber, ob es Regenbogen, Mondsicheln oder Radfelgen zeigt, ist zugunsten der letzteren entschieden worden, denn Radfelgen passen aussagekräftig zu der am Rande der Goldenen Aue liegenden Stadt, die als Siedlung schon sehr früh, im 8. Jh., im Hersfelder Zehntverzeichnis als Aratora genannt wird; der Ortsname könnte von dem mittelhochdeutschen Wort art = Ackerbau abgeleitet werden.

### Städtepartnerschaften
Die Stadt hat drei Partnerstädte:
- Einbeck in Niedersachsen (seit 2. Juli 1990)
- Topoľčany in der Slowakei (seit 1982, am 2. Oktober 1992 erneuert)
- Mazingarbe in Frankreich (seit 11. Mai 1996)

## Kultur und Sehenswürdigkeiten

### Bauwerke

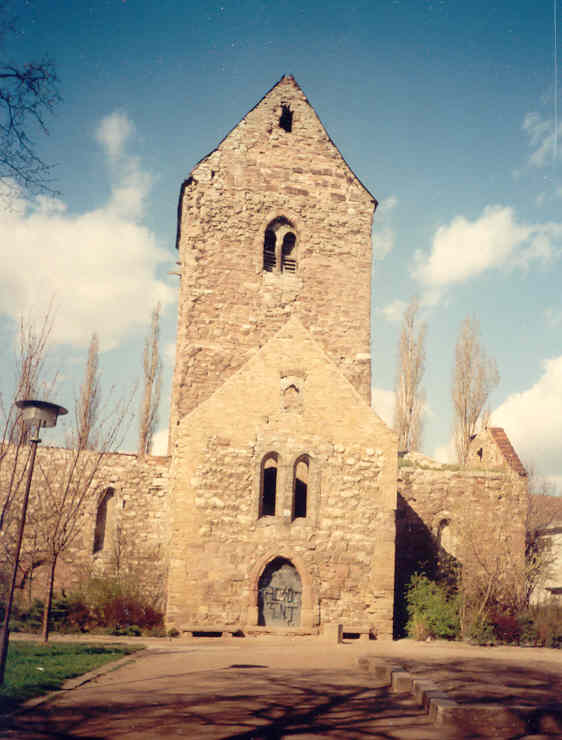
St.-Veits-Kirche 1990, vor der Restaurierung
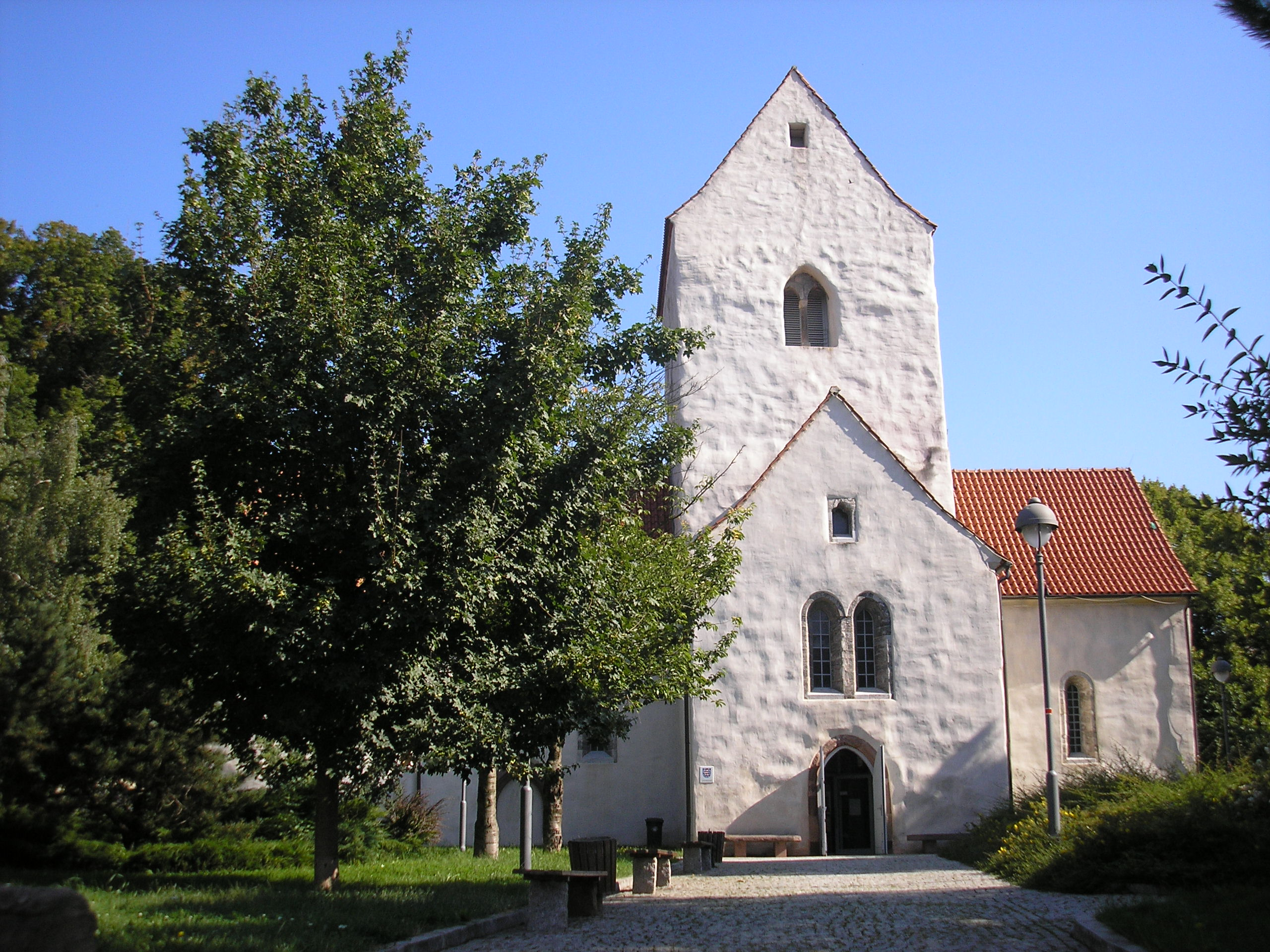
Die sanierte Veitskirche

#### St.-Veits-Kirche aus dem 13. Jahrhundert
Als eines der ältesten gebliebenen mittelalterlichen Bauwerke der Stadt präsentiert sich die St.-Veits-Kirche im Norden der Arterner Altstadt. Der Bau in seinem jetzigen Aussehen stammt aus der Mitte des 13. Jahrhunderts und fällt somit in die späte Romanik bzw. Frühgotik. Sehenswert sind hier der Kirchturm, der sich über der Vierung der Seitenschiffe befindet und der kreuzförmige Grundriss der Kirche. Bis in die Zeit der Reformation wurde die Veitskirche von den Bewohnern sakral genutzt.
Seit etwa der Mitte des 16. Jahrhunderts stand das Gotteshaus leer und wurde nur noch sporadisch für Gottesdienste in Anspruch genommen. Daraufhin verfiel das Gebäude in den nächsten Jahren zusehends. Im 18. und 19. Jahrhundert diente es u. a. als Scheune, Geräteunterstand und einmal als Gefängnis. Um 1895 befand sich eine Turnhalle im Kircheninneren, seit Mitte der 1930er Jahre ein Heimatmuseum. Ab 1990 wurde die Veitskirche als Wahrzeichen der Stadt Artern umfangreich restauriert und erhielt ihr heutiges Aussehen. Während der Bauarbeiten im Kircheninneren kamen Reste von drei Vorgängerbauten zum Vorschein, die auch archäologisch dokumentiert wurden. Die Restaurierung der Kirche wurde im August 1999 abgeschlossen. Das Gebäude wird heute für Ausstellungen, Konzerte und standesamtliche Eheschließungen genutzt.

#### Marienkirche aus dem 12. Jahrhundert

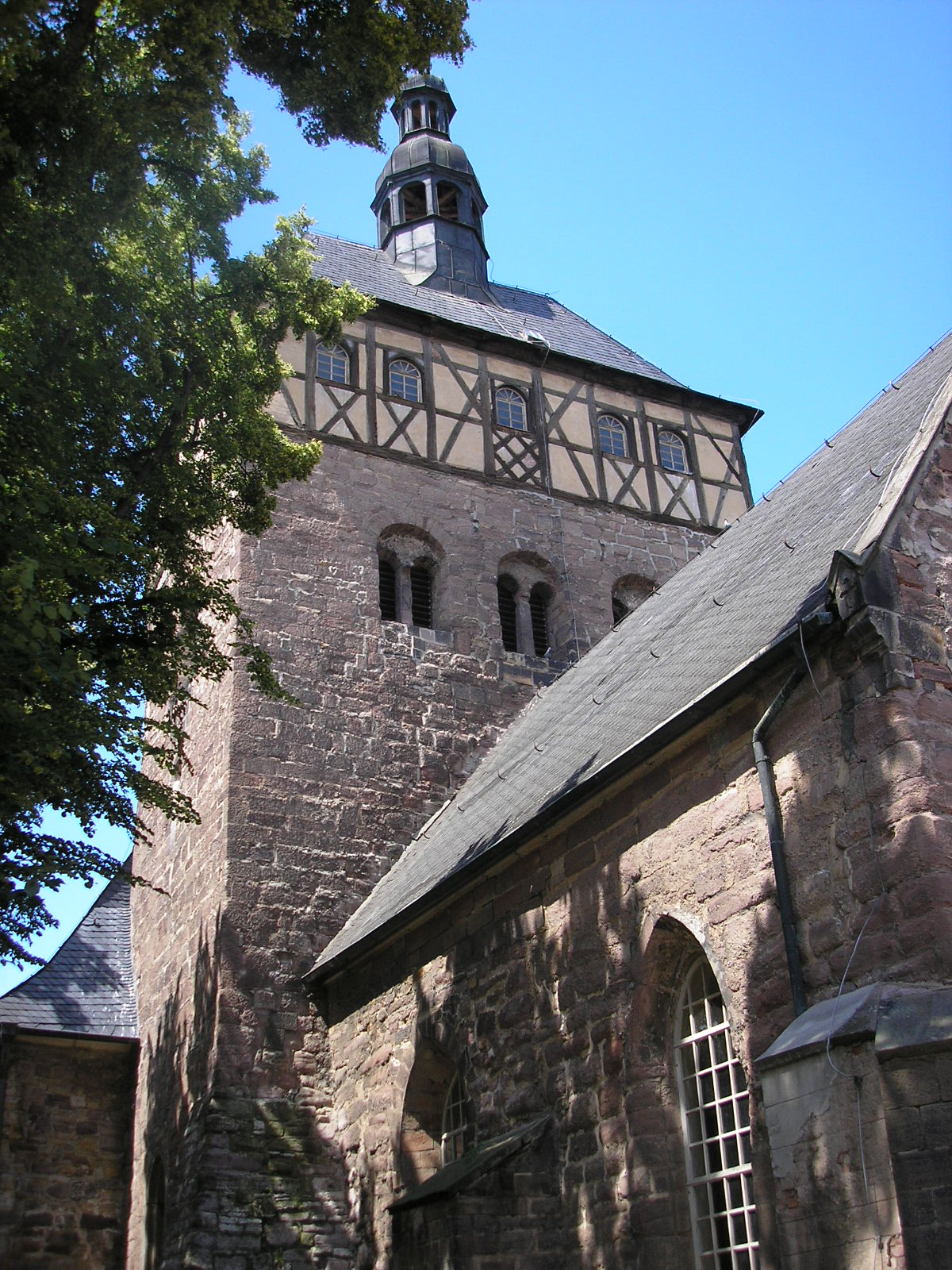
Marienkirche

Die Stadtkirche St. Marien wurde im 12. Jahrhundert erbaut. Die Kirche wurde der Mutter Maria geweiht. Als Material wurden Buntsandstein, Kalkstein, Konglomerat und Gips verwendet. Nach 1150 wurde der Turm gebaut, um 1225 der spätere Chorraum, jetzt Winterkirche. Mit der Reformation 1540 wurde die Marienkirche Kirche der evangelischen Kirchgemeinde Artern. 1607/08 wurde das Westschiff nach einem Brand abgerissen. Im Jahr 1615 wurde mit dem Wiederaufbau des Kirchenschiffes begonnen. Am 25. Mai 1620 zu Christi Himmelfahrt fand die Einweihung des neuen Kirchenschiffes statt. 1654 begannen erneut Bauarbeiten und zwei Jahre später wurden die ersten Emporen eingebaut. Am 8. Juni 1669 wurde der Turmknopf aufgesetzt und ein Jahr später das Dach fertiggestellt. Ende November 1685 am St.-Andreas-Tag wurde die Kirche erneut eingeweiht. Während der nächsten 150 Jahre wurde über den Turmglocken eine Turmstube im Fachwerkstil erbaut.
1837 wurden die alten Emporen ausgebaut und neue Doppelemporen zusätzlich errichtet. Eine Gesamtrestaurierung dauerte bis 1859. 1860 wurde das Fresko Verklärung von Sörensen aus Merseburg im Inneren der Kirche angebracht. Zehn Jahre später wurde die Orgel von Strobel aus Bad Frankenhausen eingebaut. Nachdem im Zweiten Weltkrieg einige Glocken zum Einschmelzen abgegeben werden mussten, wurde 1955 die Einweihung einer neuen Glocke feierlich begangen. 1964 wurde die Winterkirche eingeweiht. Im Jahr 1994 bekam die Kirche eine neue Dacheindeckung.

#### Natur- und Kräutergarten
Der Natur- und Kräutergarten am ehemaligen Westbahnhof wurde im Mai 2001 eröffnet. Im Mittelpunkt befindet sich die Kräuterfrau „Artemis“, bei der einige Heilpflanzen nach ihren Anwendungsgebieten an die jeweilige Körperstelle gepflanzt wurden. Über Naturwege kann man den Germanengarten, Klostergarten, Färbergarten, die Kräuterschnecke und Streuobstwiese, die Wildblumenwiese, das Reich der Artemisia, den Garten der Besonderheiten und den Feng-Shui-Garten besichtigen.

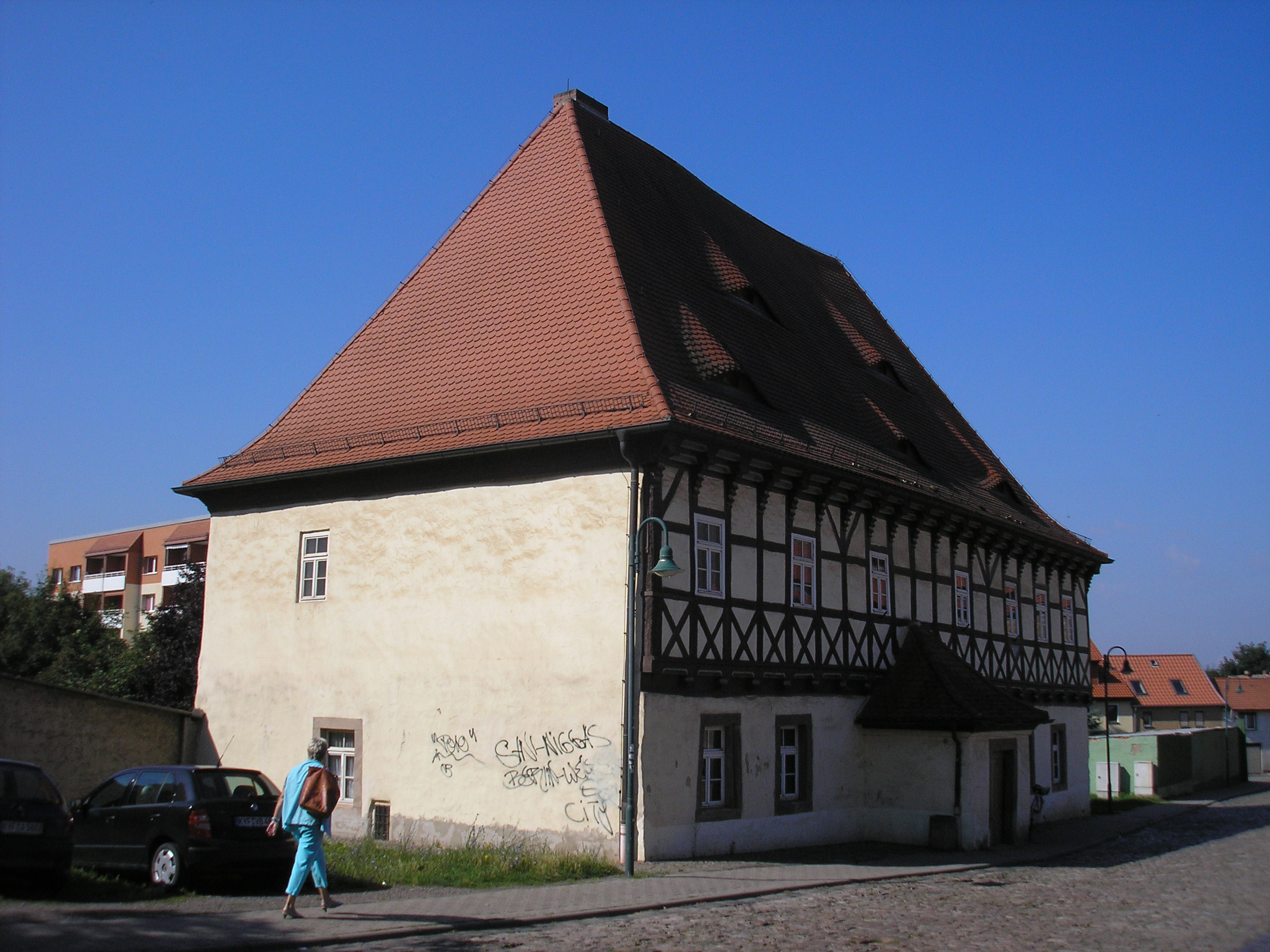
Der Obere Hof
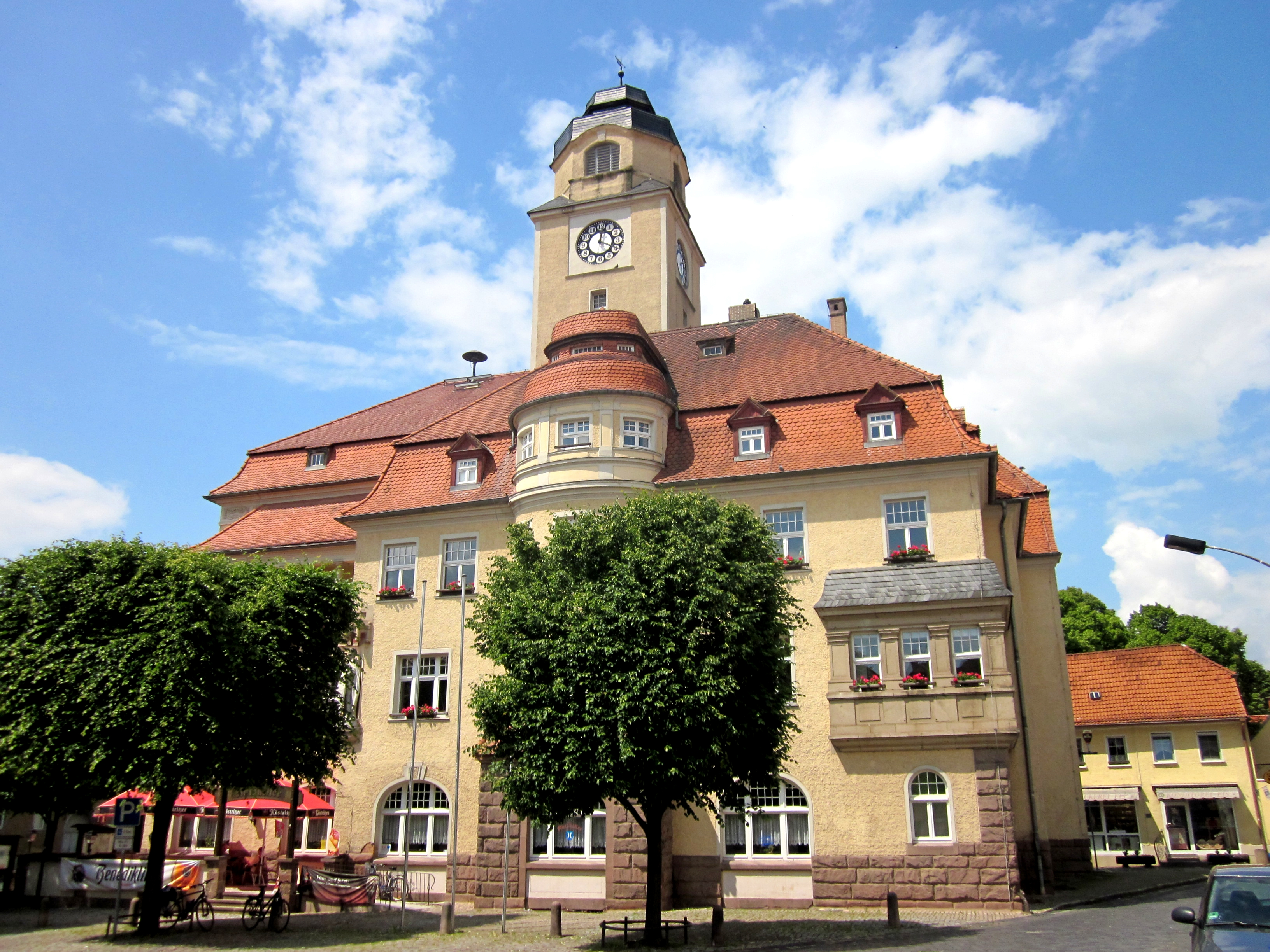
Rathaus Artern 1906 erbaut
Rathaus Artern historische Ansicht 1908

#### Weitere Bauwerke
- Das neobarocke Rathaus wurde 1906 von Gustav Wolff und Theodor Lehmann[19] als freistehender Putzbau auf einem niedrigen Sandsteinsockel mit drei Geschossen errichtet. Vom Stil her sollte es sich an die aus dem 18. Jahrhundert stammende übrige Bebauung des Marktplatzes anschließen. Der Turm ist mittig eingestellt, die Fassadengestaltung wirkt asymmetrisch. Im Festsaal wird ein Gemälde von Otto Engelhardt-Kyffhäuser aus dem Jahr 1929 ausgestellt, es zeigt eine historische Ansicht des Ortes.[20]Das Goethehaus und der Gasthof zur Krone auf einem Notgeldschein von 1921.

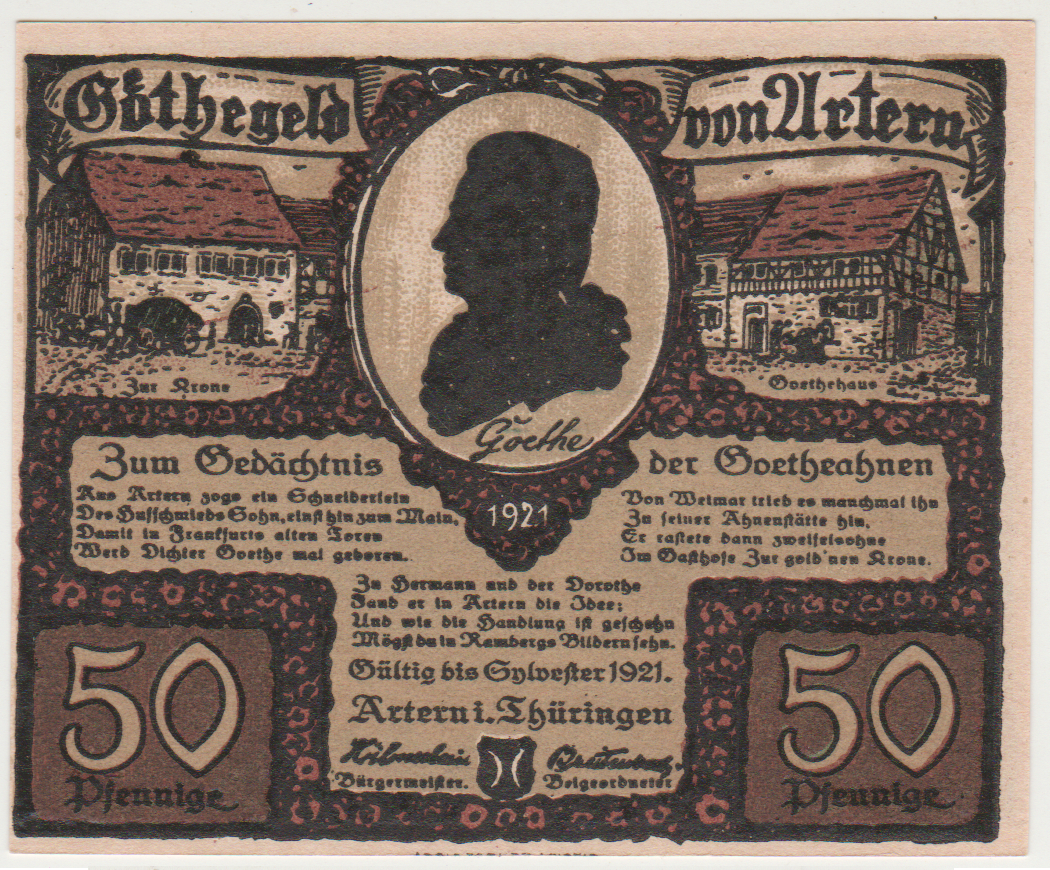
Das Goethehaus und der Gasthof zur Krone auf einem Notgeldschein von 1921.

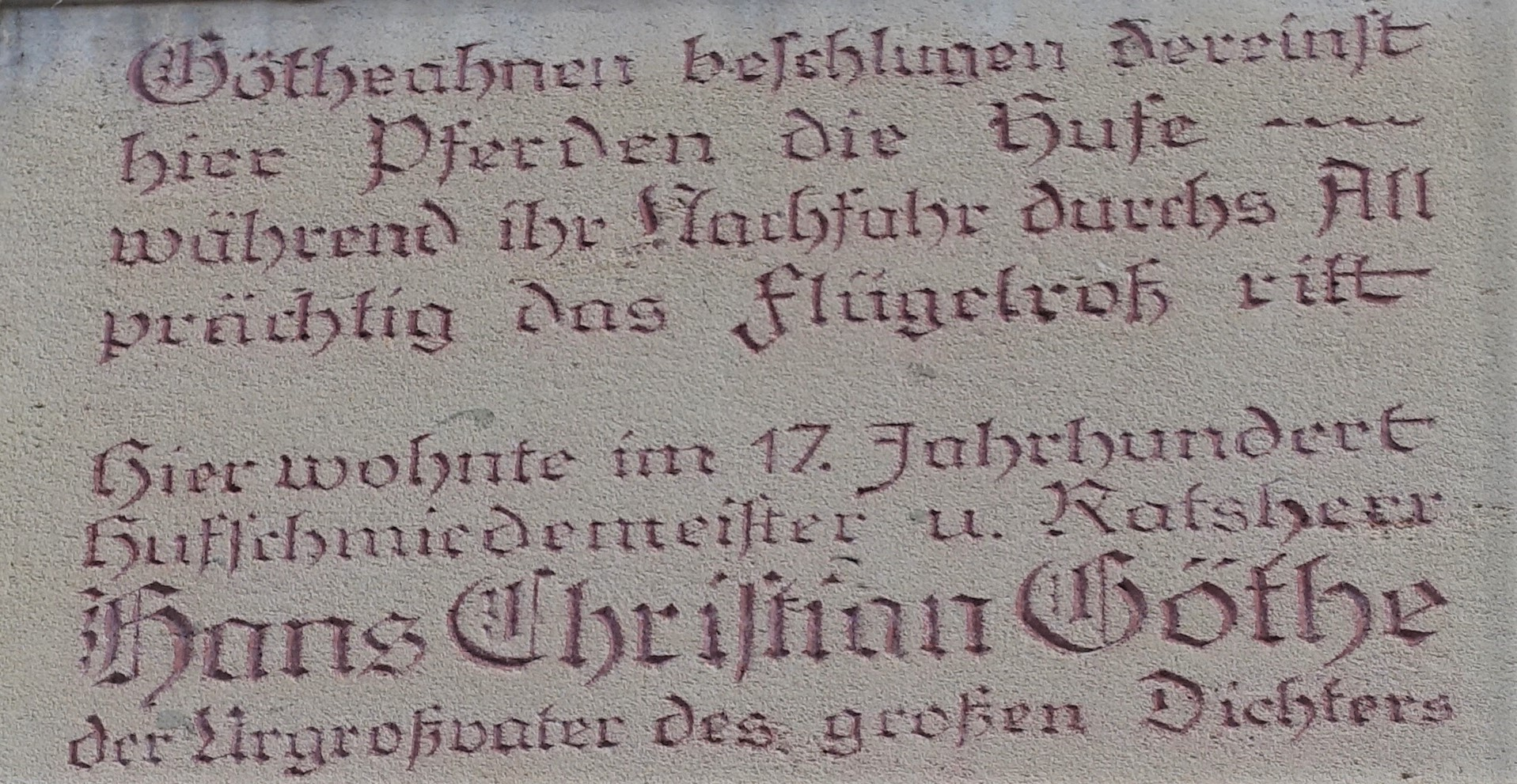
Gedenktafel am Goethe-ahnenhaus in der Harzstraße 10

- Oberer Hof, ein Fachwerkhaus aus dem 17. Jahrhundert im ehemaligen Rittergut mit Ausstellung zur Geschichte der Kyffhäuserhütte
- Jüngkens Aussichtsturm (12,5 m) auch „Rapunzelturm“ genannt, erbaut 1863 auf dem 190,8 m ü. NHN[21] hohen Weinberg
- Goetheahnenhaus, die ehemalige Schmiede ist das 2. Stammhaus der Familie Goethe. Eine Gedenktafel über der Eingangstür erinnert an Goethes Urgroßvater Hans Christian Göthe. Das eigentliche Stammhaus, durch Goethes Ur-Urgroßvater Hans Göthe errichtet, steht in Berka (Sondershausen).
- Die katholische St.-Bonifatius-Kirche wurde 1903 erbaut.

### Parks

#### Salinepark
Der Salinepark an der Unstrut ist knapp 6,5 ha groß und beherbergt größtenteils heimische Baumarten wie Ahorn, Buchen, Kastanien, Linden, Weiden und außerdem zwei seltene Urweltmammutbäume; Götterbäume, Trompetenbäume und chinesisches Rotholz. 1865 begann der Verschönerungsverein mit dem Anlegen des Parks. Schon die Salinedirektoren Wapler, Schröcker und Fischer engagierten sich für den Park. Salinedirektor Oberbergrat Constantin Wonnerberg ließ im 20. Jahrhundert Gradierwerk, Tennispark, Inhalatorium, Soletrinkhalle und die Kinderheilanstalt „Cäcilienheim“ errichten, welche aber nur noch zum Teil vorhanden ist. Der Park beherbergt außerdem eine Freilichtbühne, auf der regelmäßig Veranstaltungen wie auch Filmvorführungen stattfinden.

#### Parkfriedhof
Der Parkfriedhof befindet sich nordwestlich der Altstadt an der Sangerhäuser Chaussee, direkt an der Bundesstraße 86. Er ist eine botanische Sehenswürdigkeit: Auf ca. 1,63 Hektar bietet sich entlang der Sole eines der kleinsten Naturschutzgebiete Deutschlands mit zum Teil sehr seltenen Pflanzen, die nur auf salzigen Böden wachsen (Halophyten).
Der preußische König Friedrich Wilhelm III. schenkte 1828 das Gelände der Stadt für die Errichtung eines Friedhofs, der parkähnlich angelegt und 1833 eingeweiht wurde. Neben alten Grabmälern sind noch Reste der alten Salztalmauer zu sehen. Der Park lädt Besucher zu Spaziergängen und zum Verweilen an der Sole ein.

#### Solequelle
Die Solequelle, die bis 1964 wirtschaftlich genutzt wurde, speist heute den Solgraben und das Soleschwimmbad und befindet sich im Parkfriedhof. Die Sole kommt aus einem 300 m tiefen Salzlager und hat ganzjährig eine Temperatur von 11,5 °C. Ein Liter Wasser enthält 22–25 g Salz sowie Kali- und Magnesiumsalze. Die Salzjahresförderleistung beträgt 22.400 m³. Der Solgraben ist das kleinste Naturschutzgebiet Europas seiner Art (Größe ca. 1,63 ha) und die bedeutendste Binnensalzstelle Mitteleuropas. Er bietet auf kleinstem Raum eine seltene Fauna und Flora. Pflanzen wie z. B. Queller, Salzwermut, Salz-Aster, Salzmelde, Salz-Binse und Erdklee sowie Tiere wie z. B. typische Salzkäfer, Salzwanzen und Salzfliegen sind hier zu finden. Als einziger Fisch lebt der dreizackige Stichling noch im Solgraben.

### Freizeit

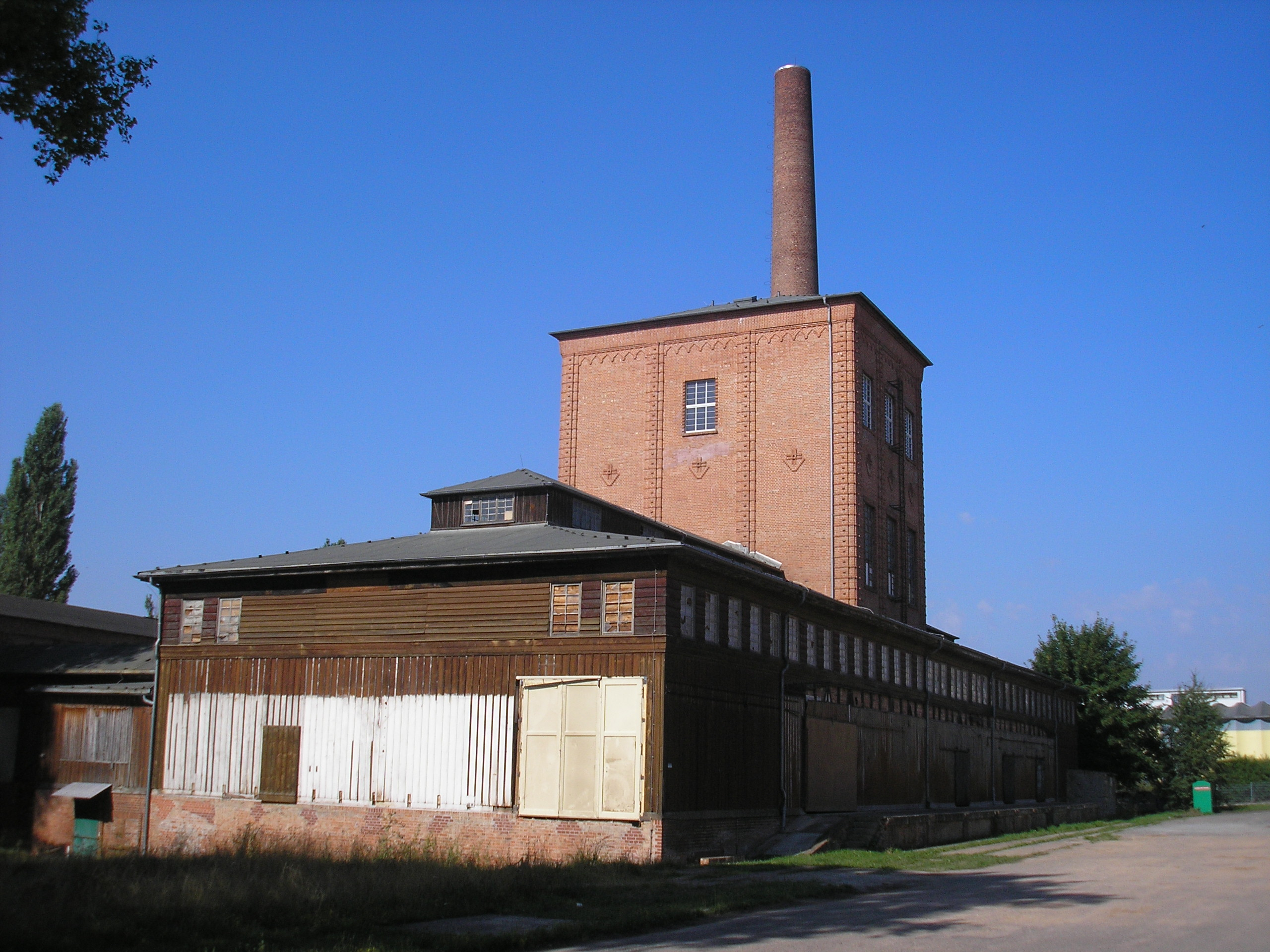
Ehemalige Saline

Das Soleschwimmbad im Salinepark wurde 1994/95 saniert und erhielt dabei eine neue Beckenlandschaft, eine 50 m Rutsche, Strömungskanal und Planschbecken sowie eine Außenanlage mit Volleyballfeldern, Streetballanlage, Abenteuerspielplatz und gastronomischer Versorgung. Der Salzgehalt des Wassers beträgt 3,25 %.
Die Bowling- und Kegelbahnen im Salinepark werden seit den 1970er-Jahren im Salinepark genutzt. Nach mehreren Um- und Ausbauarbeiten festigte der Kegelverein mit verschiedenen Mannschaften seine sportliche Stellung im Kyffhäuserkreis und seine Bahnen im Freizeitangebot der Stadt. Außer vom Verein kann die Sportstätte auch für betriebliche und private Feiern genutzt werden.
Die 1990 gegründete Galerie Aratora präsentiert in ihren drei Ausstellungsräumen zeitgenössische bildende und angewandte Kunst (vornehmlich von Künstlern aus den neuen Bundesländern). In ihrer Wechselausstellungstätigkeit finden jährlich vier Sonderausstellungen statt. Zudem gehören Künstlergespräche, Schriftstellerlesungen, Vorträge und Kleinkunstveranstaltungen zum Angebot der Galerie.
Unstrut-Schleuse Artern, größte Unstrutschleuse: 50 m lang, 5,50 m breit, Fallhöhe 1,90 m. In den Jahren 1791–1795 erfolgte der Ausbau der Unstrut als Wasserstraße. An der Unstrut wurden dazu zwölf Schleusen erbaut. Gegenwärtig sind sieben Schleusen betriebsbereit, die für Freizeit-Paddler und Motorboote in der Saison vom April bis Oktober zur Verfügung stehen.

### Veranstaltungen
- Anfang August: Brunnenfest
- Oktober: Zwiebelmarkt
- Dezember: Nikolausmarkt
- weitere Konzerte und Open-Air-Feste

## Wirtschaft und Infrastruktur

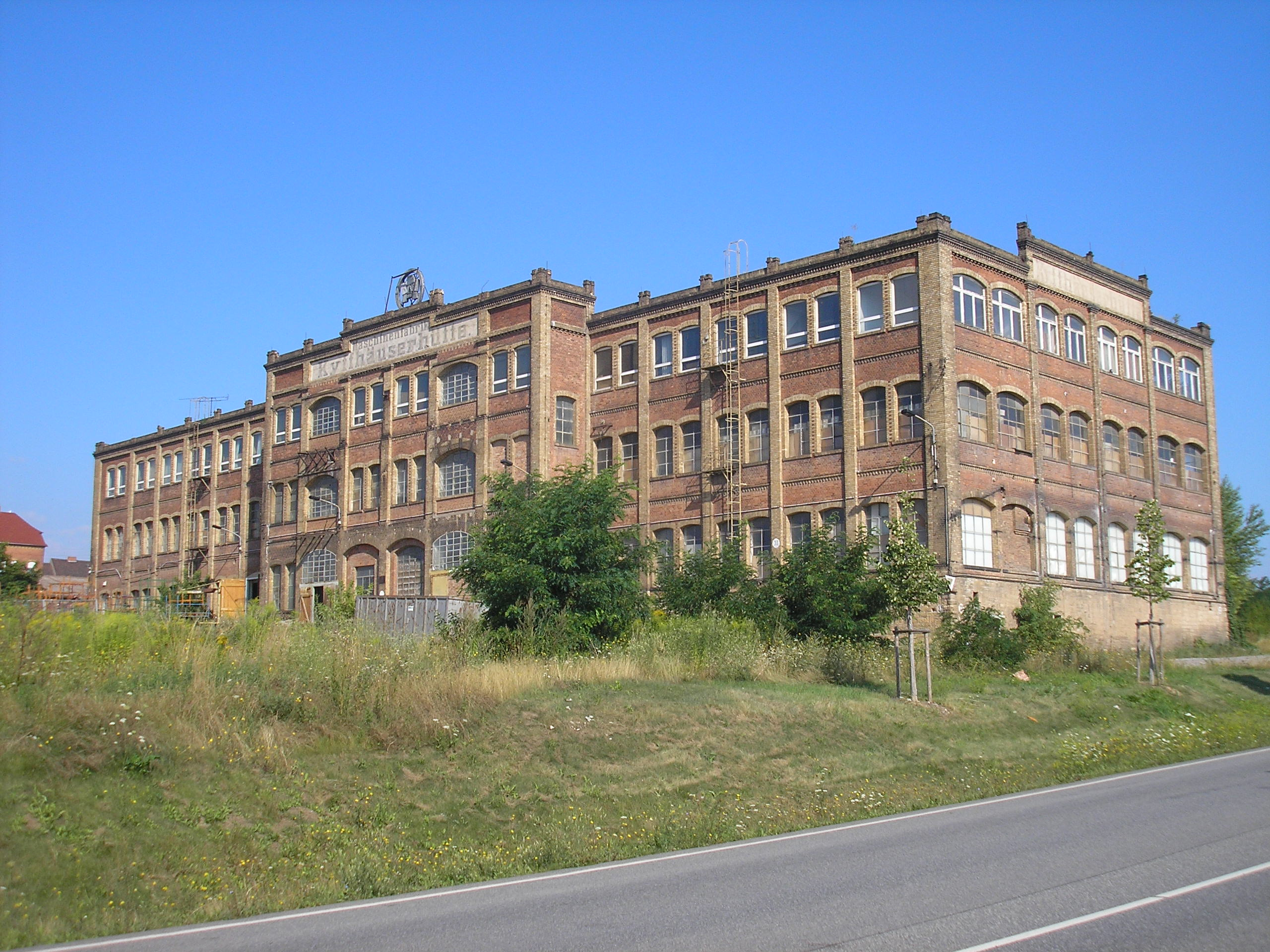
Ehemalige Kyffhäuserhütte

Vor der Wiedervereinigung war die örtliche Zuckerfabrik die drittgrößte der DDR und der VEB Kyffhäuserhütte hatte 3.000 Mitarbeiter.
Im Jahre 1865 wurde die Brauerei Barbarossa Bräu Artern gegründet, welche während ihrer Existenz öfters die Namen wechselte, in der DDR-Zeit unter dem Namen „Goldaue Pils, VEB Brauerei Artern“ weiterlief; hier unterstand sie dem VEB Brauerei- und Malzkombinat Sangerhausen, und dem VEB Getränkekombinat Dessau. Zur Brauerei gehörte auch eine Malzfabrik. Ab 1991 bekam sie ihren historischen Namen Barbarossa-Bräu wieder. Im Jahre 1998 wurde die Brauerei endgültig geschlossen.
Es handelt sich um wichtige Betriebe, welche den Bewohnern der Stadt und den Dörfern in der Umgebung Arbeitsplätze anboten.
Nach 1990 entwickelte sich die typische Wirtschaftsstruktur vieler Kleinstädte im Osten mit mehr Klein- und Handwerksbetrieben und einigen Handelsfirmen. Die Arbeitslosenzahl lag zeitweise weit über dem Landesdurchschnitt. Auf den Industriebrachen der ehemaligen Großbetriebe wurden zwei große Gewerbegebiete geschaffen.

### Verkehr

#### Straßenverkehr
Artern liegt an der Landesstraße 3086 (bis 2015 Bundesstraße 86), die im westlichen Stadtgebiet durch den Ort führt und der Bundesautobahn 71 (Sangerhausen bis Schweinfurt), die westlich am Stadtgebiet vorbeiführt und die Stadt mit einer Ausfahrt direkt an das Autobahnnetz anbindet. An die Ausfahrt schließt die L 1172 an, die seit 2008 als nördliche Umgehungsstraße das östliche Stadtgebiet umfährt. 2021 wurde dessen westliche Verlängerung eröffnet, die seitdem den Ortsteil Schönfeld ebenfalls nördlich umgeht.
Die Bundesautobahn 38 verläuft etwa zwölf Kilometer nördlich und verbindet den Ballungsraum Kassel/Göttingen im Westen mit dem Gebiet Leipzig/Halle (Saale) im Osten. Im nahe gelegenen Oberröblingen sind die beiden Autobahnen über das am 29. April 2013 frei gegebene Autobahndreieck Südharz verknüpft.

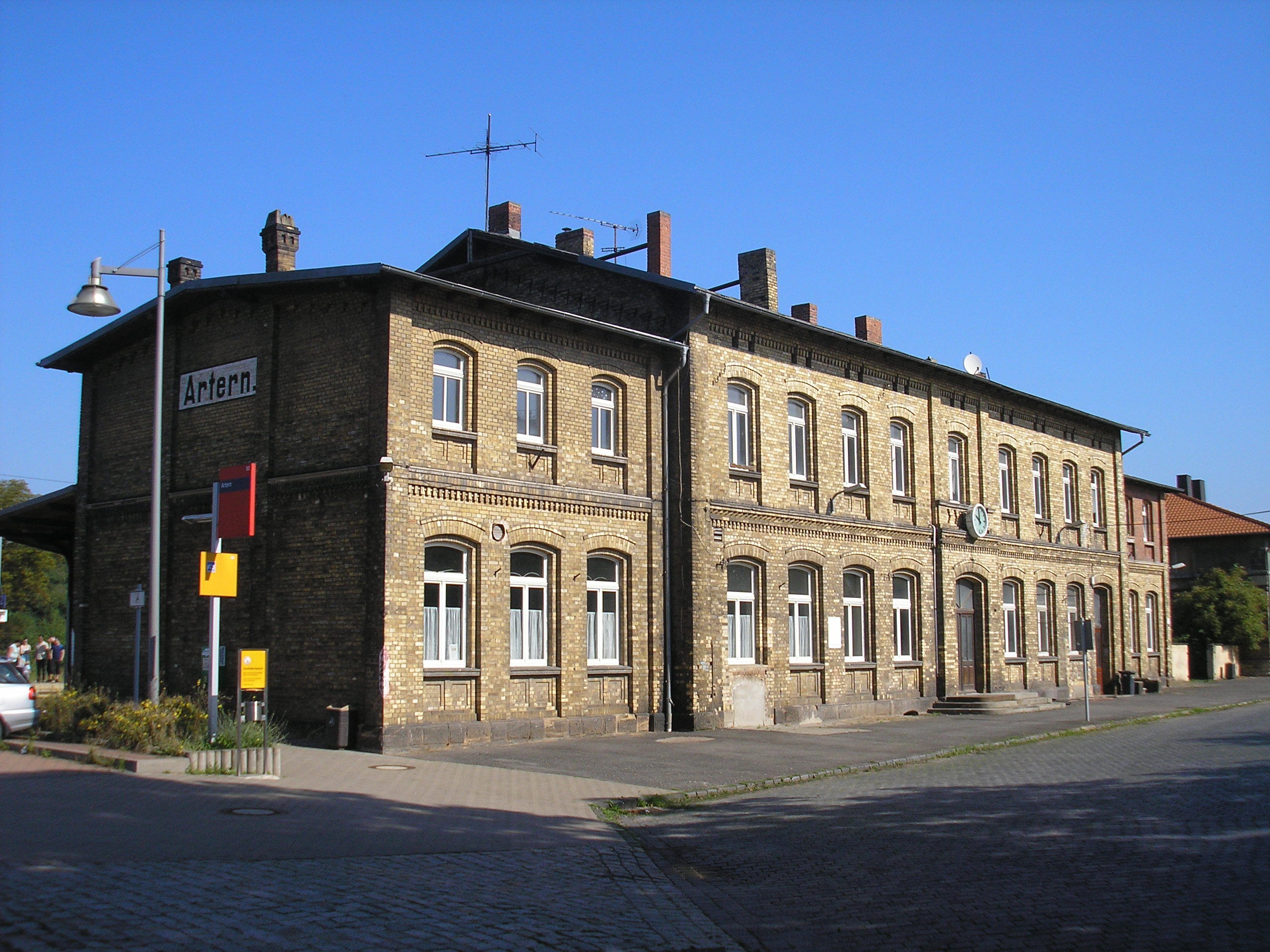
Bahnhof

#### Schienenverkehr
Im östlichen Teil der Stadt befindet sich der Bahnhof an der Bahnstrecke Sangerhausen–Erfurt, die von Regionalbahnen und Regionalexpress-Zügen nach Erfurt Hbf und Magdeburg Hbf befahren wird. Die Nebenstrecken nach Sondershausen und Naumburg wurden zum Fahrplanwechsel am 10. Dezember 2006 eingestellt. Auf der Bahnstrecke Berga-Kelbra–Artern erfolgt schon seit 1966 kein Verkehr mehr.

### Bildung
In Artern gibt es drei staatliche Schulen: eine Grundschule, eine Thüringer Gemeinschaftsschule und ein regionales Förderzentrum (Förderschwerpunkt Lernen, emotionale und soziale Entwicklung, geistige Entwicklung). Außerdem gibt es eine Stadtbibliothek, eine Volkshochschule und drei freie Bildungsträger.